# العلم ما بعد العادي

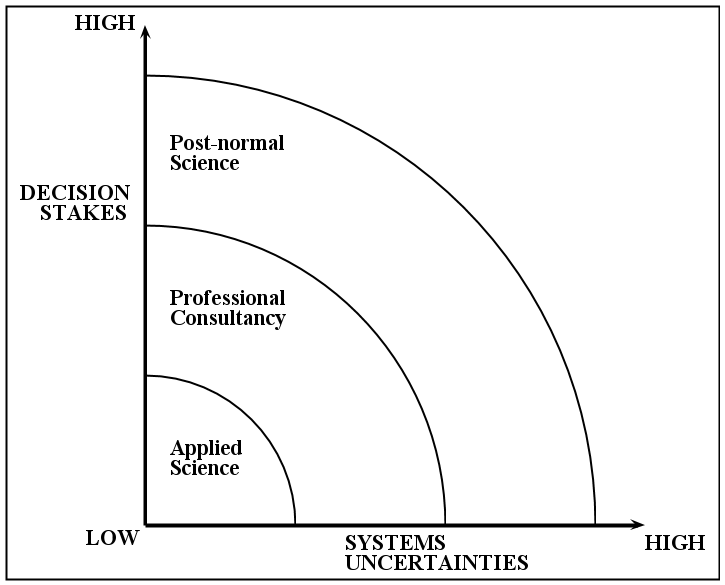

يمثّل العلم ما بعد العادي (بالإنجليزية: Post-normal science) نهجًا حديثًا لاستخدام العلم في المسائل ذات «الحقائق غير المؤكدة، والقيم المسببة للجدل، والمخاطرة العالية والقرارات العاجلة». يعود فضل تطويره في تسعينيات القرن الماضي إلى سيلفيو فونتوفيتش وجيروم رافيتز. يمكن اعتبار العلم ما بعد العادي رد فعل على الأساليب التحليلية المعتمدة على تحليلي المخاطر والتكلفة-الفائدة السائدين في ذلك الوقت، قد يُعد أيضًا بمثابة تجسيد لمفاهيم «العلم النقدي» الحديث الذي طوره المؤلفان ذاتهما في أعمالهما السابقة. أما في الأعمال الأحدث، فقد وُصف العلم ما بعد العادي بأنه «المرحلة التي نعيشها اليوم، إذ تصبح فيها جميع الافتراضات المريحة حول العلم وإنتاجه واستخدامه موضع تشكيك».

## المحتوى
«عند نشأته، اعتُبر العلم ما بعد العادي مجموعة شاملة من الرؤى المتينة أكثر من كونه مجال ممارسة أو نظرية كاملة البنية بشكل حصري». أمكن العثور على بعض الأفكار المعززة للعلم ما بعد العادي منذ عام 1983 في عمل منشور بعنوان «ثلاثة أنواع من تقييم المخاطر: تحليل منهجي». يشير هذا العمل وغيره من الأعمال اللاحقة إلى تركز العلم ما بعد العادي حول عدد قليل من جوانب العلاقة المعقدة بين العلم والسياسة: الإبلاغ عن عدم اليقين، وتقييم الجودة وتسويغ مجتمعات الأقران المتوسعة وممارستها.
بالعودة إلى الرسم البياني الخاص بالعلم ما بعد العادي (الشكل أعلاه)، يمثل المحور الأفقي «عدم اليقين في الأنظمة» بينما يمثل المحور العمودي «المخاطرة في القرارات». تمثل أرباع الدوائر الثلاثة كلًا من العلم التطبيقي والاستشارة المهنية والعلم ما بعد العادي. تتناسب المعايير القياسية المختلفة للجودة وأنماط التحليل مع مناطق مختلفة من الرسم البياني، بالتالي لا يدّعي العلم ما بعد العادي امتلاكه الحجة القوية على جميع تطبيقات العلم وملاءمته لها، بل يتناسب فقط تلك التي حددها مانترام العلم ما بعد العادي مع التحدي الرباعي: «الحقائق غير المؤكدة، والقيم المسببة للجدل، والمخاطرة العالية والقرارات العاجلة». بالنسبة للبحوث التطبيقية، يُعد نظام مراقبة جودة الأقران الخاص بالعلم كافيًا (أو كان من المفترض ذلك عند صياغة العلم ما بعد العادي في أوائل التسعينات)، بينما اعتُبرت الاستشارة المهنية مناسبة لمثل هذه الإعدادات غير الخاضعة «لمراجعة الأقران»، والمركزة على المهارات والمعرفة الضمنية للممارس المطلوبة بشكل أولي، مثل غرف الجراحة أو في منزل محترق. يتخذ كل من الجراح ورجل الإطفاء قرارًا تقنيًا صعبًا اعتمادًا على تدريبه وتقديره للوضع (مفهوم ميتيس اليوناني).

## التعقيد
توجد روابط هامة بين العلم ما بعد العادي وعلم التعقيد، مثل علم بيئة النظم (سي إس هولينغ) ونظرية التسلسل الهرمي (آرثر كوستلر). في العلم ما بعد العادي، يُؤخذ التعقيد بعين الاعتبار من خلال الاعتراف بتعدد وجهات النظر المشروعة حول مسألة ما؛ وتُحقق الانعكاسية من خلال توسيع «الحقائق» المقبولة بشكل أبعد من النواتج الموضوعية المفترضة الخاصة بالبحوث التقليدية. أيضًا، لا يُعامل المشاركون في العملية كمتعلمين سلبيين عند أقدام الخبراء، ولا يتعرضون للإقناع القسري من خلال الشرح العلمي. عوضًا عن ذلك، سيشكلون «مجتمع أقران موسع»، متشاركين عمل ضمان جودة المدخلات العلمية في العملية، ليصلوا إلى حلول للمسائل من خلال المناظرة والحوار. ناقش ديفيد والتنر توز أهمية تبني التعقيد من وجهة نظر ما بعد عادية من أجل فهم الأمراض حيوانية المنشأ والتصدي لها.

## الانتقادات
انتقد وينجارت (1997) العلم ما بعد العادي إذ رأى أنه لا يقدم نظرية معرفة جديدة بل يعيد عرض المناظرات السابقة المتعلقة بما يُسمى «أطروحة الإتمام». بالنسبة إلى يورغ فريدريش – بعد مقارنة مسائل التغير المناخي وذروة الطاقة – ظهر توسع لمجتمع الأقران داخل مجتمع العلوم المناخية، محولًا علماء المناخ إلى «دعاة غموض»، بينما يعمل العلماء في أمن الطاقة – فبدون العلم ما بعد العادي، سيستطيع هؤلاء حفظ أوراق اعتمادهم من الحيادية والموضوعية. يناقش نقد آخر تأثير استخدام مجتمع الأقران الموسع المقوض لاستخدام المنهج العلمي للتجريبية، إلى جانب إمكانية معالجة هدفها بشكل أفضل عبر توفير التعليم العلمي بشكل أكبر.

## أزمة العلم
ظهر جدال مفاده امتلاك باحثي العلم ما بعد العادي للبصيرة في توقع حدوث الأزمة الحالية المتعلقة بمراقبة جودة العلم وتناتجيته. نشرت مجموعة من الباحثين ذوي توجه العلم ما بعد العادي مجلدًا حول الموضوع في عام 2016، ناقش المجلد ما يعتبره المجتمع أسبابًا جذرية لأزمة العلم الحالية من بين أمور أخرى. نشر جيروم رافيتز مقالًا لمجلة نيتشر في عام 2019 ناقش فيه احتمال وجوب إعادة النظر في طريقة تدريس العلم الحالية.

## النُهج الكمية
تُعد كل من «إن يو إس إيه بّي» للمعلومات الرقمية، وتدقيق الحساسية للمؤشرات، والنمذجة الرياضية، والسرد الكمي لاستكشاف العديد من إطارات التحليل الكمي و«إم يو إس آي إيه إس إي إم» في مجال الأيض الاجتماعي أمثلة على أنماط التحليل الكمية المرتبطة بالعلم ما بعد العادي. تجري الآن أعمال يُقترح فيها استخدام هذه النهج من أجل الاستدامة.

## النمذجة الرياضية
فيما يتعلق بالنمذجة الرياضية، يقترح العلم ما بعد العادي النهج التشاركي مستبدلًا «النماذج التي من شأنها تخطيط جهلنا بالمستقبل» بتلك «النماذج الهادفة للتنبؤ بالمستقبل والتحكم فيه»، عبر عملية استكشاف الاستعارات المضمنة في النموذج وكشفها. يتميز العلم ما بعد العادي أيضًا بتعريفه «جي آي جي أو»: يحدث «جي آي جي أو» في النمذجة عند وجوب كبح وجود عدم يقين في المدخلات، وذلك خشية أن تغدو المخرجات غير محددة بالكامل. في تعليق منشور في «نيتشر 22»، عدّ العلماء كوفيد-19 الفرصة المناسبة لاقتراح خمس طرق من شأنها تحسين النماذج في خدمة المجتمع. تطرّق المقال إلى «كيفية تغير عملية العلم عند تصادم الأسئلة المتعلقة بالعجلة، والمخاطر، والقيم وعدم اليقين – في نظم «ما بعد العادي»».

## كوفيد-19
في 25 مارس 2020، وسط جائحة كوفيد-19، نشرت مجموعة من باحثي التوجه ما بعد العادي مقالة على مدونة مركز «إس تي إي بّي إس» أو «ستيبز» (المسارات الاجتماعية والتكنولوجية والبيئية لتحقيق الاستدامة) الواقع في جامعة ساسكس. تفيد المقالة باحتواء حالة طوارئ كوفيد-19 على جميع عناصر سياق العلم ما بعد العادي، وتشير إلى «تقديم هذه الجائحة فرصة للمجتمع من أجل فتح نقاش جديد حول احتمال حاجتنا إلى تعلم كيفية إنجاز العلم بطريقة مختلفة».